# Svarer-udvalget
Svarer-udvalget, formelt Ekspertgruppen for en Grøn skattereform, er et ekspertudvalg, der blev nedsat af S-regeringen i februar 2021 med den opgave at udarbejde et forslag til en grøn skattereform, som vil bidrage til at nedbringe udledningen af drivhusgasser i Danmark, herunder fra dansk landbrug.
Udvalget har i medierne fået navnet Svarer-udvalget efter dets formand, professor i økonomi Michael Svarer.
Den endelige afrapportering fra udvalget skete på et pressemøde 22. februar 2024 i Eigtveds Pakhus i København. 
Forslagene vil blive drøftet i en såkaldt grøn trepart, der består af regeringen, Landbrug & Fødevarer, Danmarks Naturfredningsforening, Fødevareforbundet NNF, Dansk Metal, Dansk Industri og KL. Herudover deltager den grønne tænketank Concito som en særskilt videnspart.
Efterfølgende forhandler regeringen med Folketingets partier. Allerede kort efter pressemødet meddelte Danmarksdemokraterne dog, at partiet ikke vil være med til at indgå en aftale på baggrund af udvalgets anbefalinger.

## Anbefalingerne
Udvalget foreslår tre forskellige modeller for en CO2e-afgift på landbruget, hvor model 1 giver den største reduktion i CO2e-udledningen og er den samfundsøkonomisk billigste løsning, men den økonomisk dyreste for landbrugserhvervet. Model 3 er billigst for landbruget, men dyrest for den samlede samfundsøkonomi og giver den laveste reduktion af udledningerne.

### Model 1
- Afgift: 750 kroner per ton CO2-ækvivalenter på husdyr og gødning.
- Konsekvenser for landbruget: Øgede udgifter på 5,9 milliarder kroner, fald i produktion på cirka 15 procent samt ti procent fald i beskæftigelsen
- Samfundsøkonomisk omkostning: 150 kroner per ton CO2-ækvivalenter.
- Reduktion af CO2-ækvivalenter frem til 2030: 3,2 millioner ton. Modellen lever op til klimaloven og EU's klimamålsætninger.
- Konsekvenser for forbrugerne: 500 gram hakket oksekød vil stige med 4,5 kroner, 500 gram hakket grisekød vil stige med 0,6 kroner, og en liter mælk vil stige med 0,6 kroner.

### Model 2
- Afgift: 750 kroner per ton CO2-ækvivalenter på husdyr og gødning, men med et bundfradrag på 375 kroner.
- Konsekvenser for landbruget: Øgede udgifter på 3,1 millarder kroner, fald i produktion på 8,9 procent samt 6,1 procent fald i beskæftigelsen
- Ekstraudgift for staten: 225 millioner kroner årligt til en pulje til pyrolyse
- Samfundsøkonomisk omkostning: 250 kroner per ton CO2-ækvivalenter.
- Reduktion af CO2-ækvivalenter frem til 2030: 2,8 millioner ton. Modellen lever op til klimaloven.
- Konsekvenser for forbrugerne: 500 gram hakket oksekød vil stige med 2,3 kroner, 500 gram hakket grisekød vil stige med 0,3 kroner, og en liter mælk vil stige med 0,3 kroner.

### Model 3
- Afgift: 250 kroner per ton CO2-ækvivalenter på husdyr og gødning, men med et bundfradrag på 125 kroner.
- Konsekvenser for landbruget: Øgede udgifter på 1,9 milliarder kroner, fald i produktion på 5,6 procent samt 2 procent fald i beskæftigelsen
- Ekstraudgift for staten: 2 milliarder kroner samt en pulje på 1.150 millioner kroner årligt til pyrolyse
- Samfundsøkonomisk omkostning: 475 kroner per ton CO2-ækvivalenter.
- Reduktion af CO2-ækvivalenter frem til 2030: 2,6 millioner ton. Modellen lever op til klimaloven.
- Konsekvenser for forbrugerne: 500 gram hakket oksekød vil stige med 1,4 kroner, 500 gram hakket grisekød vil stige med 0,2 kroner, og en liter mælk vil stige med 0,2 kroner.

## Udvalgets sammensætning
- Michael Svarer, professor ved Institut for Økonomi, Aarhus Universitet, formand
- Joan Faurskov Cordtz, Partner ved PwC
- Susanne Juhl, bestyrelsesformand og -medlem
- Claus Thustrup Kreiner, professor ved Institut for Økonomi, Københavns Universitet
- Peter Birch Sørensen, professor ved Institut for Økonomi, Københavns Universitet
- Mette Termansen, professor ved Institut for Fødevare- og Ressourceøkonomi, Københavns Universitet